# Wojciech Naumnik
Wojciech Naumnik (ur. 3 kwietnia 1971 w Białymstoku) – polski profesor, jedna z nielicznych osób posiadających jednocześnie poniższe trzy specjalizacje: specjalista chorób wewnętrznych, specjalista chorób płuc, specjalista alergolog. Kierownik I Kliniki Chorób i Gruźlicy Uniwersytetu Medycznego w Białymstoku. Konsultant wojewódzki w dziedzinie chorób płuc w województwie podlaskim. Prezes Oddziału Podlaskiego Polskiego Towarzystwa Chorób Płuc oraz członek European Respiratory Society. 
Odznaczony w roku 2021 Srebrnym Krzyżem Zasługi przez Prezydenta RP Andrzeja Dudę za zasługi w działalności na rzecz ochrony zdrowia publicznego w Polsce podczas pandemii COVID-19. Autor 76 prac naukowych.

## Życiorys
W latach w 1996 roku ukończył studia na wydziale lekarskim w Uniwersytecie Medycznym w Białymstoku, uzyskując dyplom lekarza.
Od 2017 roku jest kierownikiem I Kliniki Chorób Płuc i Gruźlicy z Pododdziałem Chemioterapii Nowotworów Płuc. Jest także konsultantem wojewódzkim w dziedzinie chorób płuc oraz prezesem Oddziału Białostockiego Polskiego Towarzystwa Chorób Płuc.
Znaczna część jego dorobku naukowego dotyczy zagadnień dotyczących czynników predykcyjnych, molekularnych raka płuca oraz czynników ryzyka rozwoju nowotworów układu oddechowego. 
Jest wszechstronnie wykształconym pulmonologiem: Universitätsklinikum Essen - Niemcy (choroby układu oddechowego), Saint Marguetite Hospital Marseilles - Francja, Thoracic Endoscopy Unit oraz Thoraxklinik, Universitätsklinikum Heidelberg - Niemcy (bronchoskopia interwencyjna), St. Michelsgestel - Holandia (medycyna snu), Pneumonologische Klinikum Nürnberg Nord - Niemcy, Royal Brompton Hospital & Imperial College London (bronchoskopia interwencyjna), Klinik für Pneumologie Universitätsspital Basel - Szwajcaria (leczenie raka płuca).
W 2019 roku odebrał nominację profesora nauk medycznych z rąk prezydenta Polski Andrzeja Dudy.
W roku 2021 został odznaczony Srebrnym Krzyżem Zasługi przez Prezydenta RP Andrzeja Dudę za zasługi w działalności na rzecz ochrony zdrowia publicznego w Polsce.

## Wybrane publikacje
- Serum Insights: Leveraging the Power of miRNA Profiling as an Early Diagnostic Tool for Non-Small Cell Lung Cancer[11]
- Applied Molecular-Based Quality Control of Biobanked Samples for Multi-Omics Approach[11]
- The Ability of Metabolomics to Discriminate Non-Small-Cell Lung Cancer Subtypes Depends on the Stage of the Disease and the Type of Material Studied[11]
- B Cell-Attracting Chemokine-1 and Progranulin in Bronchoalveolar Lavage Fluid of Patients with Advanced Non-small Cell Lung Cancer: New Prognostic Factors[11]
- Osteoprotegerin/sRANKL Signaling System in Pulmonary Sarcoidosis: A Bronchoalveolar Lavage Study[12]
- Clinical Implications of Hepatocyte Growth Factor, Interleukin-20, and Interleukin-22 in Serum and Bronchoalveolar Fluid of Patients with Non-Small Cell Lung Cancer[11]
- Clinical significance of HMGB-1 and TGF-β level in serum and BALF of advanced non-small cell lung cancer
- Circulating Thrombospondin-2 and FGF-2 in Patients with Advanced Non-small Cell Lung Cancer: Correlation with Survival[11]
- Endostatin and Cathepsin-V in Bronchoalveolar Lavage Fluid of Patients with Pulmonary Sarcoidosis
- Angiogenic Axis Angiopoietin-1 and Angiopoietin-2/Tie-2 in Non-Small Cell Lung Cancer: A Bronchoalveolar Lavage and Serum Study[11]
- Novel cytokines: IL-27, IL-29, IL-31 and IL-33. Can they be useful in clinical practice at the time diagnosis of lung cancer?[11]
- Significance of intratumoral lymphatic vessel density and peritumoral lymphatic vessel invasion identified by D2-40 in patients with esophageal cancer[11]
- Vascular endothelial growth factor C and D expression correlates with lymph node metastasis and poor prognosis in patients with resected esophageal cancer
- Lymphatic vessel invasion detected by the endothelial lymphatic marker D2-40 (podoplanin) is predictive of regional lymph node status and an independent prognostic factor in patients with resected esophageal cancer[11]

## Nagrody i osiągnięcia
- Odznaczony w roku 2021 Srebrnym Krzyżem Zasługi przez Prezydenta RP Andrzeja Dudę za zasługi w działalności na rzecz ochrony zdrowia publicznego w Polsce podczas pandemii COVID-19[13][14].

## Życie prywatne
Mąż profesora nauk medycznych Beaty Naumnik. Małżeństwo ma dwoje dzieci. Córka Gabriela Naumnik ukończyła New York University oraz Columbia University zaliczający się do Ivy League, autorki książki Dream Crimes. Syn Bartosz Naumnik jest studentem medycyny Uniwersytetu Medycznego w Białymstoku.